# Tłoczyna
Tłoczyna, Łysa Góra (niem. Scheibenberg, 783 m n.p.m.) – zalesiony szczyt w północnej części Gór Izerskich.
Tłoczyna położona jest w północnej części Grzbietu Kamienickiego, w bocznym ramieniu odchodzącym od Kowalówki ku północy. Jeszcze dalej na północ położona jest Hucianka.
Zbudowana jest ze skał metamorficznych – gnejsów i granitognejsów z wkładkami amfibolitów, należących do bloku karkonosko-izerskiego, a ściślej jego północno-wschodniej części - metamorfiku izerskiego. Na północnym stoku znajduje się gooborze.

## Turystyka
Zachodnim zboczem przechodzi szlak turystyczny:
- żółty - szlak z Przecznicy na Rozdroże Izerskie i dalej